# Miloš Velimirović
Miloš Velimirović, serb. Милош Велимировић (ur. 10 grudnia 1922 w Belgradzie, zm. 19 kwietnia 2008 w Bridgewater w stanie Wirginia) – amerykański muzykolog pochodzenia serbskiego.

## Życiorys
Uczył się gry na skrzypcach i fortepianie u Petara Stojanovicia w Akademii Muzycznej w Belgradzie. W 1943 roku został wywieziony do obozu pracy przymusowej. Po zakończeniu wojny kontynuował w latach 1947–1952 studia na Uniwersytecie Belgradzkim, jednocześnie pobierając lekcje kompozycji u Mihovila Logara. Od 1952 do 1955 roku studiował na Uniwersytecie Harvarda u Otto Gombosiego, Waltera Pistona i Egona Wellesza. W 1953 roku uzyskał stopień Master of Arts, a w 1957 roku doktoryzował się na podstawie pracy Byzantine Elements in Early Slavonic Chant (wyd. w wersji poszerz. w: „Monumenta Musicae Byzantinae. Subsidia” IV/1, 1960). Wykładał na Yale University (1957–1969) i University of Wisconsin (1969–1973). Od 1973 do 1993 roku był wykładowcą University of Virginia w Charlottesville, gdzie w latach 1974–1977 był dziekanem wydziału muzyki. 
W swojej pracy naukowej zajmował się historią muzyki bizantyjskiej oraz jej wpływem na muzykę liturgiczną krajów południowo- i wschodniosłowiańskich, ze szczególnym uwzględnieniem muzyki staroruskiej. W latach 1958–1973 był redaktorem naczelnym „Collegium Musicum”. Wspólnie z Egonem Welleszem redagował Studies in Eastern Chant (4 tomy, Londyn 1966–1978). Był autorem haseł poświęconych muzyce cerkiewnosłowiańskiej i rosyjskiej w The New Grove Dictionary of Music and Musicians (1980).